# Eberhard Scharenberg
Eberhard Friedrich Peter Paul Scharenberg (* 1. Juni 1900; † 12. Juli 1985) war ein deutscher Offizier der Reichswehr und Wehrmacht im Zweiten Weltkrieg, zuletzt als Oberst, und Autor.

## Leben
Eberhard Scharenberg wurde am 1. Juni 1900 als Sohn des königlich-preußischen Oberförsters Friedrich Karl August Scharenberg (1866–1914), ein Sohn vom Mirower Oberforstinspektors Friedrich Scharenberg, geboren.
Eberhard Scharenberg wurde Mitte 1922 in der Reichswehr im 2. (Preußisches) Artillerie-Regiment erst zum Leutnant und dann dort im April 1927 zum Oberleutnant befördert. Er wechselte 1931 in das 3. (Preußisches) Artillerie-Regiment. Anfang April 1934 wurde er zum Hauptmann befördert.
Von März 1938 bis Februar 1940 war er Kommandeur der Beobachtungsabteilung 32 der 32. Infanterie-Division in Belgard. Anschließend wurde er als Lehrgangsleiter an die Artillerie-Schießschule nach Jüterbog versetzt. Bis zum 1. Oktober 1942 war Scharenberg Kommandeur des Artillerie-Regiments 171 bei der 71. Infanterie-Division, mit welcher er an der Ostfront kämpfte und war dann erneut an die Artillerieschule II, der ehemaligen Artillerie-Schießschule, kommandiert. Dort diente er als Kommandeur des Artillerie-Lehr-Regiments 3. Von März 1943 bis April 1944 war er als Oberst wieder Kommandeur des neu aufgestellten Artillerie-Regiments 171.  Mit dieser kämpfte er in Italien, wobei das Regiment auch als Kampfgruppe Scharenberg bezeichnet wurde. Er wurde in die Führerreserve versetzt. Von Oktober 1944 bis 12. Dezember 1944 war Eberhard Scharenberg Kommandeur der 21. Infanterie-Division.
Seine Familie musste 1945 Belgard verlassen und traf sich in Winsen (Luhe) wieder, wohin er als Verwundeter im Juni 1945 transportiert wurde. Nach schwierigen Übergangsjahren lebte er 1954 in Garstedt bei Winsen, wo er als Handelsvertreter tätig war. Gegen Ende der 1950er Jahre ließ er sich in Döhle bei Harburg nieder, wo er sich der Heimatgeschichte widmete. In der Reihe Kadetten-Generale trug er über 2.800 General zusammen, welche aus der Kadettenanstalt entstammten.
Eberhard Scharenberg hatte im Oktober 1927 Ingeborg Riedel (* 1907) geheiratet.

## Werke
- Schloss Winsen. Vogt-Amtmann-Landrat. zusammengestellt von Eberhard Scharenberg In: Marsch und Heide 26, Döhle 1971
- gemeinsam mit Oberst Sittig Freiherr von Wintzingerode-Knorr: Ehrenbuch königlich preussischer und sächsischer Kadetten. Napoleon. Krieg 1806 - 07, 1809, Befreiungskriege 1813 - 14, 1815, Einigungskriege 1864, 1866, 1870 - 71, Kolonialfeldzüge, Weltkriege 1914 - 18, 1939 - 45. Zentralkartei ehem. Königl. Preuss. u. Sächs. Kadetten. Bornheim-Uedorf. 1973
- Kadetten-Generale: 1717–1919. Hauptband. Hamburg 1979 und drei Nachträge.